# Renato Castellani
Renato Castellani (4. září 1913, Finale Ligure – 28. prosince 1985, Řím) byl italský filmový režisér a scenárista. V roce 1952 vyhrál hlavní cenu Zlatá palma na filmovém festivalu v Cannes, za svůj film Za dva groše naděje. Hlavní cenu, Zlatého lva, si odvezl i z domácího Benátského filmového festivalu v roce 1954 za snímek Romeo a Julie (porazil tehdy Viscontiho Vášeň a Felliniho Silnici, což vedlo k dlouhým diskusím filmových kritiků). V Benátkách bral v roce 1961 i cenu FIPRESCI za film Zbojník. Velmi populární se stala i komedie Manželství po italsku, k níž napsal scénář (režie Vittorio De Sica). Režíroval i dva světoznámé životopisné televizní seriály Život Leonarda Da Vinci (1971) a Verdi (1982). K tomu prvému napsal i scénář. Někdy je řazen k tzv. růžového neorealismu, odlehčenější verzi neorealismu.